# Bacia do rio Descoberto

## A Bacia do Rio Descoberto
Com a criação do Comitê da Bacia Hidrográfica do Rio Paranoá, a bacia do rio Paranoá foi dividida em (cinco) unidades hidrográficas, entre elas a Bacia Hidrográfica do Rio Descoberto.

A bacia hidrográfica do rio Descoberto localiza-se na porção oeste do Distrito Federal, sendo uma das mais povoadas, visto que aí se situam as zonas urbanas de Taguatinga, Ceilândia, Brazlândia, parte de Samambaia, e parte das regiões administrativas do Recanto das Emas e do Gama. É responsável por drenar uma área de cerca de 791,9 km² dentro do Distrito Federal.

A bacia apresenta cerca de 20% de sua área ocupada por zonas urbanas, 48% por formação campestre, 19% por formação florestal e 3% por corpos d´água

.

Nessa mesma bacia foi criado o lago Descoberto.

### Barragem do Descoberto
Em 1974 foi inaugurada a Barragem do Rio Descoberto, que deu origem a um lago de 17 Km² de extensão e com capacidade de armazenar 102,3 hm³ de água, configurando-se como um dos principais mananciais produtores do Distrito Federal na atualidade, com capacidade estimada de suprimento de 5389 l/s e uma vazão média de água tratada em 2003 de 3801 l/s, abastecendo atualmente cerca de 68% da população atendida do Distrito Federal. Os objetivos iniciais da criação desse lago foram abastecer Ceilândia e incrementar o abastecimento de Taguatinga e do Guará, também como dos núcleos industriais de Ceilândia e Brasília.
A barragem se localiza às margens da BR-070 – rodovia que liga Brasília a Águas Lindas de Goiás, a poucos metros da divisa do Distrito Federal com o estado de Goiás. Assim, as tendências de uso e ocupação do solo na região já indicavam, logo em seguida à inauguração da barragem, uma grande necessidade de estabelecer mecanismos de controle do processo de degradação ambiental.

### Proteção ambiental
Em 07 de novembro de 1983, foi criada a Área de Proteção Ambiental da Bacia do Rio Descoberto, por meio do Decreto 88.940/83 do Governo Federal. A APA do Descoberto abrange as regiões administrativas de Taguatinga, Brazlândia e Ceilândia e o município de Águas Lindas de Goiás, no estado de Goiás, e sua criação teve como objetivo garantir maior proteção à Bacia do Rio Descoberto e à sua represa.

### Ocupação
O entorno do Lago do Descoberto atualmente é ocupado por chácaras voltadas à produção de hortifrutigranjeiros e por reflorestamento de pinus e eucaliptos. Além disso, as pressões socioambientais, tais como especulação imobiliária, invasões, presença de animais, despejo de lixo, erosões, desmatamentos e destruição das cercas de proteção existentes, geram um impacto direto sobre o Lago.

### Rios
O rio Descoberto é o principal curso de água desta bacia, drenando o Distrito Federal no extremo oeste do território, dividindo o mesmo do estado de Goiás. Entre outros cursos de água relevantes citam-se: o rio Melchior, que banha as zonas urbanas de Taguatinga, Ceilândia e Samambaia, e apresenta graves problemas de qualidade das águas superficiais em virtude dos lançamentos de esgotos.
Entre os principais rios, estão:
- Córregos do Barracão
- Córrego Capão da Onça
- Rio Descoberto
- Rio Melchior

### Sub-Bacias
A Unidade da Bacia Hidrográfica do Rio Descoberto esta dividido em 5 (cinco) Sub-bacias:
- Unidade Hidrográfica Lago Descoberto
- Unidade Hidrográfica Melchior / Belchior
- UnidadeHidrográfica Dois Irmãos
- Unidade Hidrográfica Buriti
- Unidade Hidrográfica Engenho das Lajes

## Comitê de Bacia Hidrográfica
- Código: DF1
- Comitê: Comitê da Bacia Hidrográfica do Rio Paranoá‎
- Instrumento de Criação: Decreto Nº 27.152, de 31 de agosto de 2006
- Área Aproximada: 791,9 Km²
- População: +1.000.000
- Região: Centro-Oeste
- Unidade Federativa: Distrito Federal
- Região Administrativa: Taguatinga, Ceilândia, Brazlândia, Samambaia, Recanto das Emas e Gama
- Bacia: Bacia Platina - Bacia do Paraná - Bacia do Rio Paranaíba - Bacia do Rio Paranoá
- Sub-Bacia: 5